# Tatjana Totmjanina
Tatjana Ivanovna Totmjanina (rus. Татьяна Ивановна Тотьмянина; rođena 2. novembra, 1981. u Permu, Rusija) je ruska klizačica u umetničkom klizanju, u kategoriji sportskih parova.
Zajedno sa Maksimom Marininim osvojila je zlatnu medalju na Olimpijskim igrama 2006, dvaput su bili svetski, pet puta evropski šampioni, i tri puta šampioni Rusije. Povukli su se 2006. godine.

## Biografija
Tatjana Tomjanina i njen partner Maksim Marinin su najverovatnije najbolji sportski par današnjice. Zajedno su počeli da kližu 1997. godine. Oboje su pre toga bili poznati kao individualni klizači, i zapaženi su po svojoj veštini i odličnim elementima. Njihov trener postao je Oleg Vasiljev, koji je na Olimpijskim igrama 1984. osvojio zlatnu medalju u kategoriji plesnih parova. Totmjanina i Marinin su se odmah istakli na svetskoj klizačkoj sceni. Osvojili su prvu veliku titulu na Evropskom prvenstvu 2002. godine, i otišli su na Zimske olimpijske igre 2002. u Solt Lejk Sitiju, gde su zauzeli četvrto mesto.

### Pad
Tokom svog slobodnog sastava 2004. na takmičenju “Skate America” u Pitsburgu, Pensilvanija, Totmjanina je pala tokom lifta (podizanja) kada je Marininova desna ruka i desna klizaljka izgubila kontrolu nad ledom. Iskliznula je preko leve strane tela Marinin], udarivši pritom direktno glavom u led. To takmičenje nisu dovršili.
Totmjanina je dobila potres mozga, kao i povredu oka i vrata, pretrpevši udar i povredu koja se mogla porediti sa nokautom u boksu. Zadržali su je u bolnici na jednu noć.
25. oktobra puštena je iz bolnice odakle se vratila pravo za Rusiju.
Ironično, zahvaljujući baš tom padu njih dvoje su postali jedan od najpoznatijih klizačkih parova na svetu. Totmjanina je nakon oporavka rekla da se trenutka pada ne seća, i da joj je zato bilo mnogo lakše da nastavi karijeru. Marinin je, s druge strane, morao da posećuje psihijatra kako bi prevazišao strah da ponovo ispusti Totmjaninu tokom nastupa. Njegovi strahovi mogli su da stave tačku na njihovu karijeru, ali je on to ipak uspešno prevazišao.

### Nastavak karijere
Četiri meseca kasnije, takmičili su se na Svetskom prvenstvu, koje je održano u Moskvi. Bili su prvi nakon kratkog programa, dobivši najviše ocene u istoriji takmičenja. Porazivši svoje strahove, u nastavku karijere su insistirali baš na Marininovom podizanju Totmjanine. Ukupno su dobili 200 poena, osvojivši zlatnu medalju. Zatim su po peti put zaredom trijumfovali na Evropskom prvenstvu.
Totmjanina i Marinin nastavili su da dominiraju svetskom klizačkom scenom. Bili su glavni favoriti za osvajanje olimpijske zlatne medalje na XX Zimskim Olimpijskim igrama u Torinu. Osvojili su zlatnu medalju, nastavljajući rusku dominaciju na Olimpijskim igrama, gde je svaki ruski ili sovjetski par osvojio zlatnu medalju u toj konkurenciji još od 1960. godine.
Totmjanina i Marinin su se posle Olimpijskih igara u Torinu 2006. godine povukli sa klizačke scene. Njih dvoje se trenutno nalaze na turneji Šampioni na ledu sa drugim čuvenim klizačima, kao što su Mišel Kvan, Jevgenij Plušenko i Viktor Petrenko.

### Stil
Iako je bilo očigledno da je njihova tehnika bez grešaka, Totmjanina i Marinin su često kritikovani zbog svog specifičnog stila i "nedostatka elegancije u stilu klizanja". Sudije im često nisu davali zaslužene poene jer su prednost davali "elegantnijim" parovima kao što su Jelena Berežnaja—Anton Siharulidze i Šen Ksje—Žao Hongbo. Dvaput zaredom završili su na 2. mestu na Svetskom prvenstvu, iza kineskog para Šen-Žao. Konačno su osvojili zlatnu medalju 2004. godine.
Tatjana Tomjanina i Maksim Marinin smatraju se za najbolji sportski par današnjice.

## Rezultati
- Sa Marininim.

| Takmičenje/sezona     | 1996-97 | 1997-98 | 1998-99 | 1999-00 | 2000-01 | 2001-02 | 2002-03 | 2003-04 | 2004-05 | 2005-06 |
| Olimpijske igre       | -       | -       | -       | -       | -       | 4.      | -       | -       | -       | 1.      |
| Svetsko prvenstvo     | -       | -.      | 7.      | 6.      | 5.      | 2.      | 2.      | 1.      | 1.      | -       |
| Evropsko prvenstvo    | -       | -       | 5.      | 5.      | 2.      | 1.      | 1.      | 1.      | 1.      | 1.      |
| Prvenstvo Rusije      | 6.      | 5.      | 3.      | 3.      | 3.      | 2.      | 1.      | 1.      | 1.      | -       |
| Grand Pri finale      | -       | -       | -       | -       | -       | -       | 1.      | 2.      | -       | 1.      |
| Kup Amerike           | -       | -       | 7.      | -       | 3.      | 3.      | 1.      | -       | -       | -       |
| Kup Kanade            | -       | -       | -       | -       | -       | 2.      | 1.      | 1.      | -       | -       |
| Šparkasen Kup         | -       | -       | -       | -       | 3.      | -       | -       | -       | -       | -       |
| Torfej Erika Bomparda | -       | -       | 5.      | 2.      | -       | 4.      | 1.      | 2.      |         | 1.      |
| Kup Rusije            | -       | 5.      | 6.      | 3.      | 6.      | -       | -       | 1.      | -       | 1.      |

### Zimske olimpijske igre
Zlatna medalja za Tatjanu Totmjaninu i Maksima Marinina
- 11. februara 2006. Kratki program parovi: 68.64 poena (Prvo mesto)

- 13. februara 2006. Slobodan program parovi: 135.84 poena (Prvo mesto)

- Konačan rezultat: 204.48 poena (PRVO MESTO - ZLATNA MEDALJA)

### Poslednji rezultati
| Takmičenje             | Poeni  | Mesto | Godina     |
| Zimske Olimpijske igre | 204.48 | 1.    | 2006.      |
| Svetsko prvenstvo      | 198.49 | 1.    | 2005.      |
| Evropski šampionat     | 195.87 | 1.    | 2006.      |
| Nacionalni šampionat   | -      | 1.    | 2005.      |
| Grand Pri              | 193.60 | 1.    | 2005.-'06. |

## Spoljašnje veze
- ISU Biografija